# Andreolepis
L'andreolepide (gen. Andreolepis) è un pesce estinto appartenente agli attinotterigi. Visse nel Siluriano superiore (circa 400 milioni di anni fa) e i suoi resti, sotto forma di scaglie, sono stati ritrovati in Europa (Inghilterra, Russia). Questo animale è considerato uno dei più antichi pesci ossei.

## Significato dei fossili
Descritto per la prima volta da Gross nel 1968, Andreolepis è stato immediatamente considerato un pesce osseo primitivo, malgrado gli unici resti fossili noti fossero sostanzialmente le scaglie dell'animale. La forma caratteristica, tuttavia, ha permesso di stabilire affinità morfologiche con il grande gruppo parafiletico dei paleonisciformi. Alcuni tratti istologici, inoltre, rimanderebbero agli acantodi come Nostolepis. Studi successivi hanno avvicinato Andreolepis a un altro pesce osseo primitivo, Lophosteus, nell'ordine dei Lophosteiformes, ma altri scienziati ritengono che le due forme non siano strettamente collegate. In ogni caso, Andreolepis e Lophosteus testimoniano una prima radiazione evolutiva nell'ambito dei pesci ossei più antichi. Più recentemente sono state rinvenute in Cina altre specie di pesci ossei arcaici risalenti più o meno allo stesso periodo (Siluriano superiore), ma dai resti molto più completi (Psarolepis, Guiyu).
Nel 2016 dallo studio della mandibola fossile di un esemplare di questa specie si è scoperto come si è originato il fenomeno che ha portato all'origine dei denti da latte .